# Hallelujah Day
Hallelujah Day è un brano del gruppo musicale statunitense The Jackson 5 estratto nel febbraio 1973 come secondo singolo dall'album Skywriter, dello stesso anno.

## Tracce

### Versione 7"
1. Hallelujah Day – 2:45 (testo: Perren – musica: Yarian)
2. You Made Me What I Am – 2:02 (The Corporation)